# Michael Struckmann
Michael Struckmann (* 28. August 1964 in Duisburg) ist ein ehemaliger deutscher Fußballspieler.

## Karriere
Michael Struckmann spielte bis 1994 beim MSV Duisburg. Seine ersten Jahre im Profilager des MSV spielte Struckmann mit seinen Mannschaftskollegen in der 2. Bundesliga, bis in der Saison 1985/86 durch den 20. Platz in der Abschlusstabelle der Abstieg in die Oberliga folgte. Struckmann blieb beim MSV und feierte im ersten Jahr der Zugehörigkeit zur Oberliga die Deutscher Amateurmeister, im zweiten Jahr folgte der Aufstieg in die 2. Bundesliga. Nach zwei Jahren Zweitligafußball schaffte der MSV in der Saison 1990/91 den Aufstieg in die Bundesliga durch einen zweiten Platz in der Abschlusstabelle, hinter dem FC Schalke 04. Zum erfolgreichen Team, das von Trainer Willibert Kremer angeführt wurde, gehörten Ralf Kellermann, Heribert Macherey, Rachid Azzouzi, Joachim Hopp, Marco Köller, Patrick Notthoff, Toni Puszamszies, Dirk Bremser, Pietro Callea, Gyula Hajszán, Uwe Kober, Ewald Lienen, Massimo Mariotti, Franz-Josef Steininger, Michael Tarnat, Lothar Woelk, Jörg Beyel, Vojtek Kaluzny, Ferenc Schmidt und Michael Tönnies. Nach einem Jahr in der Bundesliga erfolgte der sofortige Wiederabstieg, dem der Wiederaufstieg folgte. Das folgende Jahr war das letzte Profijahr für Struckmann.

## Titel / Erfolge
- Deutscher Fußball-Amateurmeister 1987
- Aufstieg in die 1. Bundesliga 1991 und 1993